# ニコ・シュロッターベック
ニコ・セドリック・シュロッターベック（Nico Cedric Schlotterbeck, 1999年12月1日 - ）は、ドイツ・バーデン＝ヴュルテンベルク州ヴァイブリンゲン出身のサッカー選手。ブンデスリーガ・ボルシア・ドルトムント所属。ポジションはDF。ドイツ代表。
兄のケヴェン・シュロッターベックもサッカー選手で、FCアウクスブルクに所属している。

## 経歴

### クラブ
カールスルーエSCなどのユースチームを経て2017年にSCフライブルクと契約。U-19などを経て2018-19シーズン終盤にトップチームに昇格。2019年4月13日のヴェルダー・ブレーメン戦でブンデスリーガ初出場。更に兄のケヴェンとの兄弟同時出場も実現するも、試合は1-2で敗戦。2019-20シーズンはケヴェンが1.FCウニオン・ベルリンへローン移籍となり、ニコもトップチームに定着。リーグ戦13試合で起用された。
2020年8月1日、1年間のローン移籍でウニオン・ベルリンに加入したことが発表。兄弟トレードとして注目された。9月26日のボルシア・メンヒェングラートバッハ戦ではプロ初ゴールを決めた。
2022年5月2日、ボルシア・ドルトムントと5年契約を締結し、同年7月より加入することが発表された。

### 代表
2017年から、各ユース世代のドイツ代表に招集されている。UEFA U-21欧州選手権2021にドイツU-21代表として招集し、3試合フル出場し、優勝に貢献した。
2021年9月のW杯予選にて、ドイツA代表に初招集され、2022年3月29日、イスラエル代表との親善試合にてA代表デビューを果たした。

## 個人成績
2024年7月1日現在
| クラブ                 | シーズン     | リーグ戦       | リーグ戦 | リーグ戦 | 国内カップ | 国内カップ | 国際大会 | 国際大会 | その他 | その他 | 合計 | 合計 |
| クラブ                 | シーズン     | ディヴィジョン | 出場     | 得点     | 出場       | 得点       | 出場     | 得点     | 出場   | 得点   | 出場 | 得点 |
| ---------------------- | ------------ | -------------- | -------- | -------- | ---------- | ---------- | -------- | -------- | ------ | ------ | ---- | ---- |
| SCフライブルク         | 2018-19      | ブンデスリーガ | 4        | 0        | 0          | 0          | -        | -        | -      | -      | 4    | 0    |
| SCフライブルク         | 2019-20      | ブンデスリーガ | 13       | 0        | 1          | 0          | -        | -        | -      | -      | 14   | 0    |
| SCフライブルク         | クラブ通算   | クラブ通算     | 17       | 0        | 1          | 0          | -        | -        | -      | -      | 18   | 0    |
| ウニオン・ベルリン     | 2019-20      | ブンデスリーガ | 16       | 1        | 1          | 1          | -        | -        | -      | -      | 17   | 2    |
| ウニオン・ベルリン     | クラブ通算   | クラブ通算     | 16       | 1        | 1          | 1          | -        | -        | -      | -      | 17   | 2    |
| SCフライブルク         | 2020-21      | ブンデスリーガ | 32       | 4        | 6          | 0          | -        | -        | -      | -      | 38   | 4    |
| SCフライブルク         | クラブ通算   | クラブ通算     | 32       | 4        | 6          | 0          | -        | -        | -      | -      | 38   | 4    |
| ボルシア・ドルトムント | 2022-23      | ブンデスリーガ | 28       | 4        | 3          | 0          | 8        | 0        | -      | -      | 39   | 4    |
| ボルシア・ドルトムント | 2023-24      | ブンデスリーガ | 33       | 2        | 3          | 0          | 12       | 0        | -      | -      | 48   | 2    |
| ボルシア・ドルトムント | クラブ通算   | クラブ通算     | 61       | 6        | 6          | 0          | 20       | 0        | -      | -      | 87   | 6    |
| キャリア通算           | キャリア通算 | キャリア通算   | 126      | 11       | 14         | 2          | 20       | 0        | -      | -      | 160  | 12   |

## 代表歴

### 出場大会
- ドイツ代表
  - 2022 FIFAワールドカップ
  - UEFA EURO 2024

### 試合数
- 国際Aマッチ 11試合 0得点（2022年-）[6]

| ドイツ代表 | 国際Aマッチ | 国際Aマッチ |
| 年         | 出場        | 得点        |
| ---------- | ----------- | ----------- |
| 2022       | 8           | 0           |
| 2023       | 3           | 0           |
| 2024       |             |             |
| 通算       | 11          | 0           |

## 人物
- 父のニールス・シュロッターベック（英語版）も元サッカー選手で、現役時代はハノーファー96などでプレーした。

## タイトル
U-21ドイツ代表
- UEFA U-21欧州選手権：2021